# Skolestræde 1 (Viborg)
Skolestræde 1 er en bygning placeret på Skolestræde 1 i Viborg. Den er opført i 1850. Der er et totalt bygningsareal på 262 m2 fordelt på to etager. Bygningen har været fredet siden 1945. Lige overfor på Skolestræde 2, er Viborg Katedralskoles første bygning placeret, nu kaldet Viborgs Middelalderlige Katedralskole.
Bygningen blev totalrenoveret i 1987. Skolestræde 1 er i dag ejet af en lokal ejendomsentreprenør, der har opdelt ejendommen i flere erhvervslejemål. Blandt andet har Dansk Plantageforsikring deres kontor i bygningen.